# Ostredok (Velká Fatra)
Ostredok (1 595,6 m n. m.) je nejvyšší hora slovenského pohoří Velká Fatra. Leží v hlavním hřebeni pohoří. Má dva vrcholy, hlavní jižní (1 595,6 m n. m.) a o pár metrů nižší severní (1 592,54 m n. m.). Vrcholy jsou nevýrazné, poskytující kruhové výhledy. Svahy Ostredku jsou hladce modelované, strmé, v zimě hrozí nebezpečí pádu lavin.

## Poloha a výška

Poloha vrcholu Ostredok v rámci Velké Fatry (Hôľná Fatra)

Leží v geomorfologickém podcelku Hôľná Fatra, pro který jsou typické spíše ploché vrcholy nepřevyšující o mnoho úroveň hřebenu. Jihozápadní svah je velmi strmý, takže v zimním období se často vyskytují laviny. Z odlesněného temene je výborný rozhled na většinu slovenských pohoří.
V roce 2015 bylo měřením potvrzeno, že nejvyšší bod Ostredku (1595,6 m n. m.) se nachází asi 300 metrů jihovýchodně od vrcholu, který byl dosud považován za nejvyšší (1593 m n. m.). Oba vrcholy odděluje mělké, jen asi 10 metrů hluboké sedlo.
V roce 2016 názvoslovní komise Úřadu geodézie, kartografie a katastru Slovenské republiky projednala změnu jména, polohy a výšky Ostredku. Jméno Ostredok zůstalo pro nejvyšší bod masívu, byla tak však pojmenovaná jižněji položená nová kóta. Nadmořskou výšku nižší z kót úřad zpřesnil na 1 592,54 m n. m. (zaokrouhleně 1 593 m n. m.) a výšku vyšší z kót upřesnil na 1 595,58 m n. m. (zaokrouhleně 1 596 m n. m.). 
Historické jméno Pustolovčia bylo určeno jako standardní jméno pro louku na úbočí Ostredku. Na původním místě vrcholového značení byl instalován nový turistický rozcestník s názvem Ostredok - rázcestie. Je to v místě, kde se zelená turistická trasa z Dedošovy doliny napojuje na červenou trasu.

## Přístup
- po červené turistické značené trase č. 0870 (Velkofatranská magistrála) z Frčkova
- po červené turistické značené trase č. 0870 (Velkofatranská magistrála) z Koniarek

Červená značka vede přímo přes vyšší jihovýchodní vrchol, přes nižší severozápadní vrchol.